# 学校法人北海道立正学園
学校法人 北海道立正学園（がっこうほうじん ほっかいどうりっしょうがくえん）とは、北海道旭川市に本部を置く学校法人。

## 学園名の由来
学園設立時に、資金が不足する事態となり、創立者の堀水孝教（ほりみず こうきょう）が母校の立正大学を尋ねた。
当時の学長・石橋湛山（後の内閣総理大臣）に借金を申し入れた。その意気と理想に共鳴して、出資を約束し、学園の創設に立正大学とつながりがあったことが由来。
仏教系の学園というわけではない。

## 設置校
- 旭川実業高等学校